# Doronicum plantagineum subsp. emarginatum
Doronicum plantagineum subsp. emarginatum é uma subespécie de planta com flor pertencente à família Asteraceae. 
A autoridade científica da subespécie é (Legrand) P.Fourn., tendo sido publicada em Quatre Fl. France: 984. 1939.

## Portugal
Trata-se de uma subespécie presente no território português, nomeadamente em Portugal Continental.
Em termos de naturalidade é nativa da região atrás indicada.

## Protecção
Não se encontra protegida por legislação portuguesa ou da Comunidade Europeia.